# Kajakarstwo na Letnich Igrzyskach Olimpijskich 1948 – C-1 1000 m mężczyzn
Zawody w kajakarstwie klasycznym kanadyjek (C1) na dystansie 1000 m mężczyzn na Letnich Igrzyskach Olimpijskich 1948 zostały rozegrane 12 sierpnia 1948 r. W zawodach wzięło udział 6 zawodników z 6 państw. Zawody składały się wyłącznie z finału.

## Rezultaty

### Finał
| Poz. | Zawodnik           | Reprezentacja     | Czas   |
| ---- | ------------------ | ----------------- | ------ |
|      | Josef Holeček      | Czechosłowacja    | 5:42,0 |
|      | Douglas Bennett    | Kanada            | 5:53,3 |
|      | Robert Boutigny    | Francja           | 5:55,9 |
| 4    | Ingermar Andersson | Szwecja           | 6:06,0 |
| 5    | William Havens     | Stany Zjednoczone | 6:14,3 |
| 6    | Henry Maidment     | Wielka Brytania   | 6:37,0 |